# Patriota (Brasil)
O Patriota (PATRI) foi um partido político brasileiro conservador e religioso de direita à extrema-direita  fundado em 2011 e registrado definitivamente em 2012. Seu nome anterior era Partido Ecológico Nacional (PEN), utilizado pelos membros até agosto de 2017 e alterado oficialmente pelo TSE em abril de 2018. Em março de 2019, o Patriota incorporou o extinto Partido Republicano Progressista (PRP) ao mesmo tempo, deixou de utilizar a sigla "PATRI".
Em outubro de 2022, em convenção nacional, o partido decidiu se fundir com o PTB, depois de não ter atingido a cláusula de barreira nas eleições gerais no Brasil em 2022, para formar o partido Partido Renovação Democrática (PRD). A fusão foi homologada pelo Tribunal Superior Eleitoral em 9 de novembro de 2023.

## Ideologia
Inicialmente, o então PEN se declarava um partido ambientalista. Desde a renomeação, o partido passou a defender o aumento no investimento das forças armadas e a segurança pública e a adoção do modelo econômico liberal para ajudar no desenvolvimento econômico do país.
Com a candidatura de Cabo Daciolo, deputado que se tornou conhecido após os debates presidenciais de 2018 por sua personalidade distinta e falas polêmicas, o partido adotou uma nova agenda religiosa e militarista. Em 2020, com a candidatura de Arthur do Val à Prefeitura de São Paulo, o partido passou a ter então uma ala minoritária associada ao MBL e ao liberalismo, apesar de ser conservador e apoiador de Jair Bolsonaro.

## História
O partido foi fundado em 9 de agosto de 2011. Seu primeiro presidente do partido era ligado à Assembleia de Deus, mas o Partido acolhe filiados de todos os credos. Para a eleição presidencial de 2014, e no momento de sua fundação, a agremiação partidária tinha interesse em atrair a candidatura de Marina Silva, caso o registro do partido Rede Sustentabilidade (REDE) não obtivesse sucesso. Entretanto, a política optou pelo Partido Socialista Brasileiro (PSB).
Consequentemente o partido acabou entrando para a coalizão Muda Brasil, liderada pelo PSDB, partido do então candidato a presidência Aécio Neves e naquele ano o PEN só conseguiu eleger dois parlamentares.  Adilson Barroso, presidente e fundador do partido, não conseguiu o número necessário de votos para se eleger ao cargo de deputado federal. Nas eleições estaduais, o PEN participou de várias coligações amplas, ajudando a eleger onze governadores e nove senadores de diversos partidos, que compõem o governo federal ou que fazem oposição a ele.
Em 2016, o Partido Ecológico Nacional protocolou ação no Supremo Tribunal Federal (STF) contra a prisão em segunda instância, como também fez a Ordem dos Advogados do Brasil. O entendimento favorável à possibilidade de prisão obtido em fevereiro foi mantido em outubro, ou seja, foi aprovado em duas ocasiões por maioria dos ministros. A sentença foi vista pela sociedade como uma aliada na luta contra a impunidade, tendo apoio da Associação dos Juízes Federais do Brasil, Associação Nacional dos Procuradores da República, Associação dos Magistrados do Brasil, Procuradoria-Geral da República, juiz federal Sergio Moro e procuradores da Operação Lava Jato. Posteriormente, no entanto, esse entendimento seria derrubado.

### Mudança de nome

Logo do partido antes de mudar de nome.

No segundo semestre de 2017, após o Partido Social Democrata Cristão (PSDC) negar interesse em filiar o político Jair Bolsonaro, este e o partido anunciaram a filiação dele ao PEN. Somado a isso, foi posta no perfil do partido no Facebook uma enquete para sugerir um novo nome para o PEN. Dentre as cinco opções dadas, havia a continuação do nome, a homenagem ao Partido de Reedificação da Ordem Nacional (PRONA) e outras três novas denominações: Pátria Amada Brasil (PAB), Patriotas e Republicanos.
Em 10 de agosto o comando nacional optou pela nova denominação Patriota. Em 26 de setembro de 2017, no contexto da crise político-econômica de 2014, o PEN entrou com pedido de alteração de nome e sigla junto ao TSE, visando se descolar da crise política. A autorização pelo TSE foi obtida em 26 de abril de 2018, sendo rejeitada a contestação da organização política Patriotas (de sigla PATRI também) que buscava registrar-se como partido político no tribunal.
Após um conflito interno, em janeiro de 2018, Jair Bolsonaro desistiu da filiação ao Patriota e optou por se filiar ao Partido Social Liberal (PSL). Entretanto, o partido manteve a proposta de mudança de nome e estatuto. Adilson Barroso, presidente do partido, também falou na possibilidade de duas outras opções se candidatarem a presidência da república, como o ex-presidente do Supremo Tribunal Federal (STF) Joaquim Barbosa e o cirurgião plástico Dr. Rey, que era filiado ao partido desde 2014. No entanto, acabou lançando como candidato o ex-bombeiro e deputado Cabo Daciolo à presidência. Daciolo recebeu 1.348.323 votos (1,26%), terminando em 6º lugar, ficando a frente de candidatos fortes como Marina Silva, Alvaro Dias e Henrique Meirelles.
Logo após a instituição do novo estatuto partidário do Patriota, muitos políticos e militantes não concordaram com alguns preceitos. O deputado Walney Rocha (PATRI-RJ) e o deputado Júnior Marreca (PATRI-MA), este último aliado do governador do Maranhão Flávio Dino (atualmente no PSB), atacaram a regra que proibia que candidatos do partido se aliassem com partidos de extrema-esquerda, e chegaram a protocolar uma ação judicial que barrava a instituição do novo estatuto.
Devido a não superarem a cláusula de barreira nas eleições de 2018, ficando sem acesso ao fundo partidário, o Partido Republicano Progressista (PRP) foi incorporado pelo Patriota, de forma que assim, juntos alcançaram o limiar mínimo exigido para acesso ao fundo partidário. Em 28 de março de 2019, o plenário do TSE aprovou a incorporação do PRP ao Patriota e a solicitação para deixar de usar a sigla "PATRI".
Nas eleições municipais de 2020, o partido elegeu 49 prefeituras e 719 vereadores. O partido, naquele ano, abrigou o deputado estadual Arthur do Val, que concorreu à prefeitura de São Paulo, assim como candidatos ligados ao Arthur e ao Movimento Brasil Livre (MBL). No ano seguinte, em meio à filiação de Flávio Bolsonaro e às novas tratativas para a filiação do agora presidente da República, Jair Bolsonaro, Rubinho Nunes, membro do MBL e vereador de São Paulo, saiu do Patriota e foi para o PSL.
A tentativa de filiação dos Bolsonaro, no entanto, abriu uma guerra político-jurídica interna no partido. Em fins de maio, o então presidente, Adílson Barroso, promoveu uma convenção para realizar mudanças no estatuto partidário, na diretoria, e anunciar a possibilidade de filiação de Jair Bolsonaro. No entanto, membros da Executiva do partido, sobretudo advindos do antigo PRP, contestaram o cumprimento dos ritos estatutários necessários para que essas mudanças fossem realizadas. Assim, ingressaram como ação judicial, onde obtiveram decisão liminar para anular os registros efetuados por Adílson Barroso. Paralelamente, convocaram outra convenção onde decidiram afastar por 90 dias o presidente do partido, assumindo em seu lugar o vice-presidente, Ovasco Resende, que era o presidente do antigo PRP. Com a disputa interna, a ida de Bolsonaro para a legenda foi novamente descartada.

### Fusão
Em 2022, o partido não conseguiu superar a cláusula de barreira nas eleições gerais. Consequentemente, em 26 de outubro de 2022, foi aprovada, em convenção nacional, a sua fusão com o partido PTB, para o partido resultante continuar recebendo recursos do fundo partidário e tenha acesso ao tempo de propaganda eleitoral na televisão e rádio. O novo partido é o chamado Partido Renovação Democrática (PRD), usando o número 25. A fusão foi homologada peloTribunal Superior Eleitoral em 9 de novembro de 2023.

## Organização

### Parlamentares à época da incorporação
| Deputados federais à época da incorporação (4) | Deputados federais à época da incorporação (4) | Deputados federais à época da incorporação (4) |
| UF | Deputado(a)                                    | Imagem                                         |
| --- | ---------------------------------------------- | ---------------------------------------------- |
| MA | Marreca Filho                                  | —                                              |
| MG | Dr. Frederico                                  | Dr. Frederico                                  |
| MG | Fred Costa                                     | Fred Costa                                     |
| MG | Pedro Aihara                                   |                                                |
| Observações: Em 2022 o Patriota elegeu 4 deputados federais. Os nomes marcados com o símbolo * foram eleitos por outros partidos. O nome marcado com símbolo + é suplente empossado. |                                                |                                                |

| Deputados estaduais à época da incorporação (21) | Deputados estaduais à época da incorporação (21) | Deputados estaduais à época da incorporação (21) | Deputados estaduais à época da incorporação (21) |
| UF | Deputado(a)                                      | UF                                               | Deputado(a)                                      |
| --- | ------------------------------------------------ | ------------------------------------------------ | ------------------------------------------------ |
| AM | Felipe Souza*                                    | PA                                               | Raimundo Santos                                  |
| AM | Josué Neto*                                      | PB                                               | Wallber Virgolino                                |
| BA | Josafá Marinho+                                  | PB                                               | Janduhy Carneiro+                                |
| CE | Elvilo Araújo+                                   | RJ                                               | Célia Jordão*+                                   |
| ES | Capitão Assumção*                                | RJ                                               | Elton Cristo*+                                   |
| ES | Marcos Madureira*+                               | RJ                                               | Val Ceasa                                        |
| ES | Rafael Favatto                                   | RO                                               | Marcelo Cruz*                                    |
| GO | Amauri Ribeiro*                                  | RR                                               | Odilon Filho                                     |
| MG | Doorgal Andrada                                  | RR                                               | Nilton do Sindpol                                |
| MG | Dr. Paulo                                        | SP                                               | Arthur do Val*                                   |
| MS | Lidio Lopes                                      |                                                  |                                                  |
| Observações: Em 2018 o Patriota elegeu 16 deputados estaduais. Nomes marcados com o símbolo * foram eleitos por outros partidos. Nomes marcados com o símbolo + são suplentes empossados. Os deputados Apóstolo Luiz Henrique (CE), Bruno Gonçalves (CE), Felipe Leitão (PB), Nizo (CE), Paulo Corrêa Júnior (SP) e Wagner Neto (GO) foram eleitos em 2018 pelo Patriota mas saíram do partido. Pastor Tom (BA) foi eleito pelo Patriota mas teve o mandato cassado em junho de 2020. Renato Cozzolino (RJ) foi eleito pelo PRP, se filiou ao Patriota, mas trocou novamente de partido. |                                                  |                                                  |                                                  |

### Número de filiados
| Data      | Filiados | Crescimento anual | Crescimento anual |
| --------- | -------- | ----------------- | ----------------- |
| dez./2012 | 248      | 248               | +100%             |
| dez./2013 | 7.735    | 7.487             | +3.019%           |
| dez./2014 | 12.520   | 4.785             | +62%              |
| dez./2015 | 39.412   | 26.892            | +15%              |
| dez./2016 | 72.645   | 33.233            | +84%              |
| dez./2017 | 75.397   | 2.752             | +4%               |
| dez./2018 | 80.019   | 4.622             | +6%               |
| dez./2019 | 310.906  | 230.887           | +88,5%            |
| dez./2020 | 337.065  | 26.159            | +8%               |
| dez./2021 | 330.157  | 6.908             | -2%               |
| dez./2022 | 326.510  | 3.647             | -1,1%             |

## Desempenho eleitoral

### Eleições municipais
| Eleição | Mandatos   | %    | ±  |
| ------- | ---------- | ---- | -- |
| 2016    | 13 / 5 568 | 0,23 | 13 |
| 2020    | 50 / 5 568 | 0,89 | 37 |

| Eleição | Mandatos     | %    | ±   |
| ------- | ------------ | ---- | --- |
| 2016    | 525 / 57 941 | 0,90 | 525 |
| 2020    | 719 / 56 810 | 1,26 | 194 |

### Eleições estaduais
| Eleição | Mandatos | %    | ±  |
| ------- | -------- | ---- | -- |
| 2014    | 11 / 27  | 40,7 | 11 |
| 2018    | 7 / 27   | 25,9 | 4  |

| Eleição | Mandatos | %    | ± |
| ------- | -------- | ---- | - |
| 2014    | 9 / 27   | 33,3 | 9 |
| 2018    | 15 / 54  | 27,7 | 6 |

| Eleição | Mandatos | %    | ±  |
| ------- | -------- | ---- | -- |
| 2014    | 2 / 513  | 0,38 | 2  |
| 2014    | 67 / 513 | 13,0 | 67 |
| 2018    | 5 / 513  | 0,97 | 3  |
| 2018    | 24 / 513 | 4,67 | 43 |

| Eleição | Mandatos   | %    | ±  |
| ------- | ---------- | ---- | -- |
| 2014    | 15 / 1 059 | 1,41 | 15 |
| 2014    | 84 / 1 059 | 7,93 | 84 |
| 2018    | 16 / 1 059 | 1,51 | 1  |
| 2018    | 38 / 1 059 | 3,58 | 46 |

| Participação e desempenho do Patriota nas eleições estaduais de 2022 |                                         |                                   | |                                    |                                     |
| Candidatos majoritários eleitos. Em negrito estão os candidatos filiados ao Patriota durante a eleição. Os cargos obtidos na Câmara Federal e nas Assembleias Legislativas são referentes às coligações proporcionais que o Patriota compôs. Tais coligações não são necessariamente iguais às coligações majoritárias e geralmente são menores. Não estão listados os futuros suplentes empossados. \| UF \| Candidatos(as) a Governador(a) e a Vice \| Candidatos(as) a Senadores(as) \| Coligação majoritária (governo e senado) \| Deputados(as) federais eleitos(as) \| Deputados(as) estaduais eleitos(as) \| \| -- \| --------------------------------------- \| --------------------------------- \| ------------------------------------------------------------------------------------------------------------ \| ---------------------------------- \| ----------------------------------- \| \| AC \| Gladson Cameli (PP) \| Ney Amorim (PODE) \| Patriota / PP / PODE / PDT / Fed. Sempre pra Frente (PSDB/Cidadania) / Solidariedade / DC / PMN / PMB \| \| \| \| AC \| Mailza Gomes (PP) \| Ney Amorim (PODE) \| Patriota / PP / PODE / PDT / Fed. Sempre pra Frente (PSDB/Cidadania) / Solidariedade / DC / PMN / PMB \| \| \| \| AL \| Rui Palmeira (PSD) \| ninguém \| Patriota / PSD / Republicanos \| \| \| \| AL \| Arthur Albuquerque (Republicanos) \| ninguém \| Patriota / PSD / Republicanos \| \| \| \| AM \| Wilson Lima (UNIÃO) \| Coronel Menezes (PL) \| Patriota / UNIÃO / Avante / PL / Republicanos / PP / PTB / PSC / PRTB / PMN \| \| \| \| AM \| Tadeu de Souza (Avante) \| Coronel Menezes (PL) \| Patriota / UNIÃO / Avante / PL / Republicanos / PP / PTB / PSC / PRTB / PMN \| \| \| \| AP \| ninguém \| Gilberto Laurindo (Patriota) \| Patriota \| \| \| \| BA \| João Roma (PL) \| Dra. Rayssa Soares (PL) \| Patriota / PL / PMB / Agir / PROS \| \| \| \| BA \| Leonidia Umbelina (PMB) \| Dra. Rayssa Soares (PL) \| Patriota / PL / PMB / Agir / PROS \| \| \| \| CE \| Roberto Cláudio (PDT) \| Érika Amorim (PSD) \| Patriota / PDT / PSD / PSB / PSC / Agir / DC / PMN / PMB \| \| \| \| CE \| Domingos Filho (PSD) \| Érika Amorim (PSD) \| Patriota / PDT / PSD / PSB / PSC / Agir / DC / PMN / PMB \| \| \| \| DF \| Paulo Octávio (PSD) \| Carlos Rodrigues (PSD) \| Patriota / PSD / PSC / PROS / PMB \| \| \| \| DF \| Felipe Belmonte (PSC) \| Carlos Rodrigues (PSD) \| Patriota / PSD / PSC / PROS / PMB \| \| \| \| ES \| ninguém \| Erick Musso (Republicanos) \| Patriota / Republicanos / UNIÃO / PSC \| \| \| \| GO \| Gustavo Mendanha (Patriota) \| João Campos (Republicanos) \| Patriota / Republicanos / Agir / DC / PMN / PMB \| \| \| \| GO \| Heuler Cruvinel (Patriota) \| João Campos (Republicanos) \| Patriota / Republicanos / Agir / DC / PMN / PMB \| \| \| \| MA \| Carlos Brandão (PSB) \| Flávio Dino (PSB) \| Patriota / PSB / FE Brasil (PT/PCdoB/PV) / Fed. Sempre pra Frente (PSDB/Cidadania) / MDB / PP / PODE \| \| \| \| MA \| Felipe Camarão (PT) \| Flávio Dino (PSB) \| Patriota / PSB / FE Brasil (PT/PCdoB/PV) / Fed. Sempre pra Frente (PSDB/Cidadania) / MDB / PP / PODE \| \| \| \| MG \| Romeu Zema (NOVO) \| Marcelo Aro (PP) \| Patriota / NOVO / PP / MDB / Avante / PODE / Solidariedade / Agir / DC / PMN \| \| \| \| MG \| Professor Mateus (NOVO) \| Marcelo Aro (PP) \| Patriota / NOVO / PP / MDB / Avante / PODE / Solidariedade / Agir / DC / PMN \| \| \| \| MS \| Marquinhos Trad (PSD) \| Odilon de Oliveira (PSD) \| Patriota / PSD / PSC / PTB \| \| \| \| MS \| Dra. Viviane Orro (PSD) \| Odilon de Oliveira (PSD) \| Patriota / PSD / PSC / PTB \| \| \| \| MT \| ninguém \| Kássio Coelho (Patriota) \| Patriota \| \| \| \| PA \| Zequinha Marinho (PL) \| Mário Couto (PL) \| Patriota / PL / PSC \| \| \| \| PA \| Rosiane Eguchi (PSC) \| Mário Couto (PL) \| Patriota / PL / PSC \| \| \| \| PB \| João Azevêdo (PSB) \| Pollyanna Dutra (PSB) \| Patriota / PSB / PP / PSD / Republicanos / PODE / Solidariedade / Avante / Agir / PMN \| \| \| \| PB \| Lucas Ribeiro (PP) \| Pollyanna Dutra (PSB) \| Patriota / PSB / PP / PSD / Republicanos / PODE / Solidariedade / Avante / Agir / PMN \| \| \| \| PE \| Miguel Coelho (UNIÃO) \| Carlos Andrade Lima (UNIÃO) \| Patriota / UNIÃO / PODE / PSC \| \| \| \| PE \| Alessandra Vieira (UNIÃO) \| Carlos Andrade Lima (UNIÃO) \| Patriota / UNIÃO / PODE / PSC \| \| \| \| PI \| Gustavo Henrique (Patriota) \| Don Lotti (Patriota) \| Patriota \| \| \| \| PI \| Joseelene Muniz (Patriota) \| Don Lotti (Patriota) \| Patriota \| \| \| \| PR \| ninguém \| Álvaro Dias (PODE) \| Patriota / PODE / PSB / Fed. Sempre pra Frente (PSDB/Cidadania) / PSC \| \| \| \| RJ \| Rodrigo Neves (PDT) \| Cabo Daciolo (PDT) \| Patriota / PDT / PSD / Agir \| \| \| \| RJ \| Felipe Santa Cruz (PSD) \| Cabo Daciolo (PDT) \| Patriota / PDT / PSD / Agir \| \| \| \| RN \| Clorisa Linhares (PMB) \| ninguém \| Patriota / PMB \| \| \| \| RN \| Erick Guerra (Patriota) \| ninguém \| Patriota / PMB \| \| \| \| RO \| Marcos Rocha (UNIÃO) \| Mariana Carvalho (Republicanos) \| Patriota / UNIÃO / Republicanos / MDB / PSC / Fed. Sempre pra Frente (PSDB/Cidadania) / Avante \| \| \| \| RO \| Sérgio Gonçalves (UNIÃO) \| Mariana Carvalho (Republicanos) \| Patriota / UNIÃO / Republicanos / MDB / PSC / Fed. Sempre pra Frente (PSDB/Cidadania) / Avante \| \| \| \| RR \| ninguém \| Mauricio Costa (Patriota) \| Patriota \| \| \| \| RS \| Onyx Lorenzoni (PL) \| Hamilton Mourão (Republicanos) \| Patriota / PL / Republicanos / PROS \| \| \| \| RS \| Cláudia Jardim (PL) \| Hamilton Mourão (Republicanos) \| Patriota / PL / Republicanos / PROS \| \| \| \| SC \| Gean Loureiro (UNIÃO) \| Raimundo Colombo (PSD) \| Patriota / UNIÃO / PSD \| \| \| \| SC \| Eron Giordani (PSD) \| Raimundo Colombo (PSD) \| Patriota / UNIÃO / PSD \| \| \| \| SE \| Valmir de Francisquinho (PL) indeferido \| Eduardo Amorim (PL) \| Patriota / PL / PTB / PROS / PMN \| \| \| \| SE \| Emília Corrêa (Patriota) \| Eduardo Amorim (PL) \| Patriota / PL / PTB / PROS / PMN \| \| \| \| SP \| Rodrigo Garcia (PSDB) \| Edson Aparecido (MDB) \| Patriota / Fed. Sempre pra Frente (PSDB/Cidadania) / UNIÃO / MDB / PP / PODE / Solidariedade / Avante / PROS \| \| \| \| SP \| Eugênio Zuliani (UNIÃO) \| Edson Aparecido (MDB) \| Patriota / Fed. Sempre pra Frente (PSDB/Cidadania) / UNIÃO / MDB / PP / PODE / Solidariedade / Avante / PROS \| \| \| \| TO \| ninguém \| Pastor Claudemir Lopes (Patriota) \| Patriota \| \| \| |                                         |                                   | |                                    |                                     |
| UF | Candidatos(as) a Governador(a) e a Vice | Candidatos(as) a Senadores(as)    | Coligação majoritária (governo e senado)                                                                     | Deputados(as) federais eleitos(as) | Deputados(as) estaduais eleitos(as) |
| AC | Gladson Cameli (PP)                     | Ney Amorim (PODE)                 | Patriota / PP / PODE / PDT / Fed. Sempre pra Frente (PSDB/Cidadania) / Solidariedade / DC / PMN / PMB        |                                    |                                     |
| AC | Mailza Gomes (PP)                       | Ney Amorim (PODE)                 | Patriota / PP / PODE / PDT / Fed. Sempre pra Frente (PSDB/Cidadania) / Solidariedade / DC / PMN / PMB        |                                    |                                     |
| AL | Rui Palmeira (PSD)                      | ninguém                           | Patriota / PSD / Republicanos                                                                                |                                    |                                     |
| AL | Arthur Albuquerque (Republicanos)       | ninguém                           | Patriota / PSD / Republicanos                                                                                |                                    |                                     |
| AM | Wilson Lima (UNIÃO)                     | Coronel Menezes (PL)              | Patriota / UNIÃO / Avante / PL / Republicanos / PP / PTB / PSC / PRTB / PMN                                  |                                    |                                     |
| AM | Tadeu de Souza (Avante)                 | Coronel Menezes (PL)              | Patriota / UNIÃO / Avante / PL / Republicanos / PP / PTB / PSC / PRTB / PMN                                  |                                    |                                     |
| AP | ninguém                                 | Gilberto Laurindo (Patriota)      | Patriota |                                    |                                     |
| BA | João Roma (PL)                          | Dra. Rayssa Soares (PL)           | Patriota / PL / PMB / Agir / PROS                                                                            |                                    |                                     |
| BA | Leonidia Umbelina (PMB)                 | Dra. Rayssa Soares (PL)           | Patriota / PL / PMB / Agir / PROS                                                                            |                                    |                                     |
| CE | Roberto Cláudio (PDT)                   | Érika Amorim (PSD)                | Patriota / PDT / PSD / PSB / PSC / Agir / DC / PMN / PMB                                                     |                                    |                                     |
| CE | Domingos Filho (PSD)                    | Érika Amorim (PSD)                | Patriota / PDT / PSD / PSB / PSC / Agir / DC / PMN / PMB                                                     |                                    |                                     |
| DF | Paulo Octávio (PSD)                     | Carlos Rodrigues (PSD)            | Patriota / PSD / PSC / PROS / PMB                                                                            |                                    |                                     |
| DF | Felipe Belmonte (PSC)                   | Carlos Rodrigues (PSD)            | Patriota / PSD / PSC / PROS / PMB                                                                            |                                    |                                     |
| ES | ninguém                                 | Erick Musso (Republicanos)        | Patriota / Republicanos / UNIÃO / PSC                                                                        |                                    |                                     |
| GO | Gustavo Mendanha (Patriota)             | João Campos (Republicanos)        | Patriota / Republicanos / Agir / DC / PMN / PMB                                                              |                                    |                                     |
| GO | Heuler Cruvinel (Patriota)              | João Campos (Republicanos)        | Patriota / Republicanos / Agir / DC / PMN / PMB                                                              |                                    |                                     |
| MA | Carlos Brandão (PSB)                    | Flávio Dino (PSB)                 | Patriota / PSB / FE Brasil (PT/PCdoB/PV) / Fed. Sempre pra Frente (PSDB/Cidadania) / MDB / PP / PODE         |                                    |                                     |
| MA | Felipe Camarão (PT)                     | Flávio Dino (PSB)                 | Patriota / PSB / FE Brasil (PT/PCdoB/PV) / Fed. Sempre pra Frente (PSDB/Cidadania) / MDB / PP / PODE         |                                    |                                     |
| MG | Romeu Zema (NOVO)                       | Marcelo Aro (PP)                  | Patriota / NOVO / PP / MDB / Avante / PODE / Solidariedade / Agir / DC / PMN                                 |                                    |                                     |
| MG | Professor Mateus (NOVO)                 | Marcelo Aro (PP)                  | Patriota / NOVO / PP / MDB / Avante / PODE / Solidariedade / Agir / DC / PMN                                 |                                    |                                     |
| MS | Marquinhos Trad (PSD)                   | Odilon de Oliveira (PSD)          | Patriota / PSD / PSC / PTB                                                                                   |                                    |                                     |
| MS | Dra. Viviane Orro (PSD)                 | Odilon de Oliveira (PSD)          | Patriota / PSD / PSC / PTB                                                                                   |                                    |                                     |
| MT | ninguém                                 | Kássio Coelho (Patriota)          | Patriota |                                    |                                     |
| PA | Zequinha Marinho (PL)                   | Mário Couto (PL)                  | Patriota / PL / PSC                                                                                          |                                    |                                     |
| PA | Rosiane Eguchi (PSC)                    | Mário Couto (PL)                  | Patriota / PL / PSC                                                                                          |                                    |                                     |
| PB | João Azevêdo (PSB)                      | Pollyanna Dutra (PSB)             | Patriota / PSB / PP / PSD / Republicanos / PODE / Solidariedade / Avante / Agir / PMN                        |                                    |                                     |
| PB | Lucas Ribeiro (PP)                      | Pollyanna Dutra (PSB)             | Patriota / PSB / PP / PSD / Republicanos / PODE / Solidariedade / Avante / Agir / PMN                        |                                    |                                     |
| PE | Miguel Coelho (UNIÃO)                   | Carlos Andrade Lima (UNIÃO)       | Patriota / UNIÃO / PODE / PSC                                                                                |                                    |                                     |
| PE | Alessandra Vieira (UNIÃO)               | Carlos Andrade Lima (UNIÃO)       | Patriota / UNIÃO / PODE / PSC                                                                                |                                    |                                     |
| PI | Gustavo Henrique (Patriota)             | Don Lotti (Patriota)              | Patriota |                                    |                                     |
| PI | Joseelene Muniz (Patriota)              | Don Lotti (Patriota)              | Patriota |                                    |                                     |
| PR | ninguém                                 | Álvaro Dias (PODE)                | Patriota / PODE / PSB / Fed. Sempre pra Frente (PSDB/Cidadania) / PSC                                        |                                    |                                     |
| RJ | Rodrigo Neves (PDT)                     | Cabo Daciolo (PDT)                | Patriota / PDT / PSD / Agir                                                                                  |                                    |                                     |
| RJ | Felipe Santa Cruz (PSD)                 | Cabo Daciolo (PDT)                | Patriota / PDT / PSD / Agir                                                                                  |                                    |                                     |
| RN | Clorisa Linhares (PMB)                  | ninguém                           | Patriota / PMB                                                                                               |                                    |                                     |
| RN | Erick Guerra (Patriota)                 | ninguém                           | Patriota / PMB                                                                                               |                                    |                                     |
| RO | Marcos Rocha (UNIÃO)                    | Mariana Carvalho (Republicanos)   | Patriota / UNIÃO / Republicanos / MDB / PSC / Fed. Sempre pra Frente (PSDB/Cidadania) / Avante               |                                    |                                     |
| RO | Sérgio Gonçalves (UNIÃO)                | Mariana Carvalho (Republicanos)   | Patriota / UNIÃO / Republicanos / MDB / PSC / Fed. Sempre pra Frente (PSDB/Cidadania) / Avante               |                                    |                                     |
| RR | ninguém                                 | Mauricio Costa (Patriota)         | Patriota |                                    |                                     |
| RS | Onyx Lorenzoni (PL)                     | Hamilton Mourão (Republicanos)    | Patriota / PL / Republicanos / PROS                                                                          |                                    |                                     |
| RS | Cláudia Jardim (PL)                     | Hamilton Mourão (Republicanos)    | Patriota / PL / Republicanos / PROS                                                                          |                                    |                                     |
| SC | Gean Loureiro (UNIÃO)                   | Raimundo Colombo (PSD)            | Patriota / UNIÃO / PSD                                                                                       |                                    |                                     |
| SC | Eron Giordani (PSD)                     | Raimundo Colombo (PSD)            | Patriota / UNIÃO / PSD                                                                                       |                                    |                                     |
| SE | Valmir de Francisquinho (PL) indeferido | Eduardo Amorim (PL)               | Patriota / PL / PTB / PROS / PMN                                                                             |                                    |                                     |
| SE | Emília Corrêa (Patriota)                | Eduardo Amorim (PL)               | Patriota / PL / PTB / PROS / PMN                                                                             |                                    |                                     |
| SP | Rodrigo Garcia (PSDB)                   | Edson Aparecido (MDB)             | Patriota / Fed. Sempre pra Frente (PSDB/Cidadania) / UNIÃO / MDB / PP / PODE / Solidariedade / Avante / PROS |                                    |                                     |
| SP | Eugênio Zuliani (UNIÃO)                 | Edson Aparecido (MDB)             | Patriota / Fed. Sempre pra Frente (PSDB/Cidadania) / UNIÃO / MDB / PP / PODE / Solidariedade / Avante / PROS |                                    |                                     |
| TO | ninguém                                 | Pastor Claudemir Lopes (Patriota) | Patriota |                                    |                                     |

| Participação e desempenho do Patriota nas eleições estaduais de 2018 |                                         |                                | |                                                 |                                                                                |
| Candidatos majoritários eleitos (7 governadores e 15 senadores). Em negrito estão os candidatos filiados ao Patriota durante a eleição. Os cargos obtidos na Câmara Federal e nas Assembleias Legislativas são referentes às coligações proporcionais que o Patriota compôs. Tais coligações não são necessariamente iguais às coligações majoritárias e geralmente são menores. Não estão listados os futuros suplentes empossados. \| UF \| Candidatos(as) a Governador(a) e a Vice \| Candidatos(as) a Senadores(as) \| Coligação majoritária (governo e senado) \| Deputados(as) federais eleitos(as) — 29 \| Deputados(as) estaduais eleitos(as) — 54 \| \| -- \| --------------------------------------- \| ------------------------------ \| ---------------------------------------------------------------------------------------------------- \| ----------------------------------------------- \| ------------------------------------------------------------------------------ \| \| AC \| Coronel Ulysses (PSL) \| Paulo Pedrazza (PSL) \| Patriota / PSL / PSC \| ninguém \| 1 PSL \| \| AC \| Réssini Jarude (PSL) \| Paulo Pedrazza (PSL) \| Patriota / PSL / PSC \| ninguém \| 1 PSL \| \| AL \| Josan Leite (PSL) \| Flávio Moreno (PSL) \| Patriota / PSL / NOVO / PPL / SD \| ninguém \| 1 PSL \| \| AL \| Sérgio Simões (PSL) \| Sérgio Cabral (Patriota) \| Patriota / PSL / NOVO / PPL / SD \| ninguém \| 1 PSL \| \| AM \| Omar Aziz (PSD) \| Plínio Valério (PSDB) \| Patriota / PSD / PSDB / PRB / DEM / PTC \| ninguém \| ninguém \| \| AM \| Arthur Bisneto (PSDB) \| Plínio Valério (PSDB) \| Patriota / PSD / PSDB / PRB / DEM / PTC \| ninguém \| ninguém \| \| AP \| Davi Alcolumbre (DEM) \| Randolfe Rodrigues (REDE) \| Patriota / DEM / PP / REDE / PSDB / PSD / PSC / PODE / PPL / SD / Avante \| 1 PSDB, 1 PP \| ninguém \| \| AP \| Silvana Vedovelli (PP) \| Sebastião Bala Rocha (PSDB) \| Patriota / DEM / PP / REDE / PSDB / PSD / PSC / PODE / PPL / SD / Avante \| 1 PSDB, 1 PP \| ninguém \| \| BA \| José Ronaldo (DEM) \| Jutahy Magalhães Júnior (PSDB) \| Patriota / DEM / PSDB / PSC / PV / PRB / PTB / SD / PPL \| ninguém \| Pastor Tom (Patriota) \| \| BA \| Mônica Bahia (PSDB) \| Irmão Lázaro (PSC) \| Patriota / DEM / PSDB / PSC / PV / PRB / PTB / SD / PPL \| ninguém \| Pastor Tom (Patriota) \| \| CE \| Camilo Santana (PT) \| Eunício Oliveira (MDB) \| Patriota / PT / PDT / PP / PSB / PR / PTB / DEM / PCdoB / PPS / PRP / PV / PMN / PPL / PRTB / PMB \| Júnior Mano (Patriota) \| Apóstolo Luiz Henrique (Patriota), Bruno Gonçalves (Patriota), Nizo (Patriota) \| \| CE \| Izolda Cela (PDT) \| Alberto Bardawil (PODE) \| Patriota / PT / PDT / PP / PSB / PR / PTB / DEM / PCdoB / PPS / PRP / PV / PMN / PPL / PRTB / PMB \| Júnior Mano (Patriota) \| Apóstolo Luiz Henrique (Patriota), Bruno Gonçalves (Patriota), Nizo (Patriota) \| \| DF \| Eliana Pedrosa (PROS) \| Juiz Everardo Ribeiro (PMN) \| Patriota / PROS / PTB / PMN / PHS / PTC / PMB \| ninguém \| ninguém \| \| DF \| Alírio Neto (PTB) \| Walisson Nascimento (PTB) \| Patriota / PROS / PTB / PMN / PHS / PTC / PMB \| ninguém \| ninguém \| \| ES \| Rose de Freitas (PODE) \| Fabiano Contarato (REDE) \| Patriota / PODE / PMN / PRTB / REDE / MDB \| ninguém \| Rafael Favatto (Patriota), 1 PMN, 1 REDE \| \| ES \| Dr. Tanguy (PODE) \| Fabiano Contarato (REDE) \| Patriota / PODE / PMN / PRTB / REDE / MDB \| ninguém \| Rafael Favatto (Patriota), 1 PMN, 1 REDE \| \| GO \| José Eliton (PSDB) \| Vanderlan Cardoso (PP) \| Patriota / PSDB / PPS / PSB / PTB / PSD / SD / PV / REDE / Avante \| ninguém \| Wagner Neto (Patriota) \| \| GO \| Raquel Teixeira (PSDB) \| Marconi Perillo (PSDB) \| Patriota / PSDB / PPS / PSB / PTB / PSD / SD / PV / REDE / Avante \| ninguém \| Wagner Neto (Patriota) \| \| MA \| Flávio Dino (PCdoB) \| Weverton Rocha (PDT) \| Patriota / PCdoB / PDT / PT / PSB / PPS / PROS / PTB / PRB / PR / DEM / PP / PTC / SD / PPL / Avante \| Marreca Filho (Patriota) + 2 PR, 1 PP, 1 PDT \| 3 SD \| \| MA \| Carlos Brandão (PRB) \| Eliziane Gama (PPS) \| Patriota / PCdoB / PDT / PT / PSB / PPS / PROS / PTB / PRB / PR / DEM / PP / PTC / SD / PPL / Avante \| Marreca Filho (Patriota) + 2 PR, 1 PP, 1 PDT \| 3 SD \| \| MG \| Antonio Anastasia (PSDB) \| Rodrigo Pacheco (DEM) \| Patriota / PSDB / PTB / DEM / SD / PPS / PSD / PMN / PSC / PP / PTC / PMB \| Dr. Frederico (Patriota), Fred Costa (Patriota) \| Dr. Paulo (Patriota), Doorgal de Andrada (Patriota) \| \| MG \| Marcos Montes (PSD) \| Dinis Pinheiro (SD) \| Patriota / PSDB / PTB / DEM / SD / PPS / PSD / PMN / PSC / PP / PTC / PMB \| Dr. Frederico (Patriota), Fred Costa (Patriota) \| Dr. Paulo (Patriota), Doorgal de Andrada (Patriota) \| \| MS \| Reinaldo Azambuja (PSDB) \| Nelsinho Trad (PTB) \| Patriota / PSDB / DEM / PPS / PP / PSD / PMB / PSB / PTB / PSL / PROS / PMN / SD / Avante \| 2 PSDB, 1 PSD, 1 DEM \| Lidio Lopes (Patriota) + 1 PSD \| \| MS \| Murilo Zauith (DEM) \| Marcelo Miglioli (PSDB) \| Patriota / PSDB / DEM / PPS / PP / PSD / PMB / PSB / PTB / PSL / PROS / PMN / SD / Avante \| 2 PSDB, 1 PSD, 1 DEM \| Lidio Lopes (Patriota) + 1 PSD \| \| MT \| Pedro Taques (PSDB) \| Selma Arruda (PSL) \| Patriota / PSDB / PSL / PSB / SD / PPS / DC / PRTB / Avante \| 1 PSL \| 2 DC \| \| MT \| Rui Prado (PSDB) \| Nilson Leitão (PSDB) \| Patriota / PSDB / PSL / PSB / SD / PPS / DC / PRTB / Avante \| 1 PSL \| 2 DC \| \| PA \| Helder Barbalho (MDB) \| Jader Barbalho (MDB) \| Patriota / MDB / PR / PP / PSD / PRB / PTB / PROS / PSC / PODE / PSL / PHS / DC / PMB / PTC / Avante \| ninguém \| Raimundo Santos (Patriota) \| \| PA \| Lúcio Vale (PR) \| Zequinha Marinho (PSC) \| Patriota / MDB / PR / PP / PSD / PRB / PTB / PROS / PSC / PODE / PSL / PHS / DC / PMB / PTC / Avante \| ninguém \| Raimundo Santos (Patriota) \| \| PB \| José Maranhão (MDB) \| Roberto Paulino (MDB) \| Patriota / MDB / PR \| 1 PR \| Felipe Leitão (Patriota), Wallber Virgolino (Patriota) \| \| PB \| Bruno Roberto (PR) \| Roberto Paulino (MDB) \| Patriota / MDB / PR \| 1 PR \| Felipe Leitão (Patriota), Wallber Virgolino (Patriota) \| \| PE \| Paulo Câmara (PSB) \| Humberto Costa (PT) \| Patriota / PSB / PCdoB / PT / MDB / PP / PV / SD / PTC / PRP / PRTB / PPL / PMN \| Pastor Eurico (Patriota) \| ninguém \| \| PE \| Luciana Santos (PCdoB) \| Jarbas Vasconcelos (MDB) \| Patriota / PSB / PCdoB / PT / MDB / PP / PV / SD / PTC / PRP / PRTB / PPL / PMN \| Pastor Eurico (Patriota) \| ninguém \| \| PI \| Elmano Férrer (PODE) \| ninguém \| Patriota / PODE / PV / REDE / PPS / PMB / PRP / PHS / Avante \| ninguém \| 1 PV, 1 PPS \| \| PI \| Luiz Ayrton Júnior (PV) \| ninguém \| Patriota / PODE / PV / REDE / PPS / PMB / PRP / PHS / Avante \| ninguém \| 1 PV, 1 PPS \| \| PR \| Ogier Buchi (PSL) \| Roselaine Ferreira (Patriota) \| Patriota / PSL / PTC \| 3 PSL \| 8 PSL \| \| PR \| Dr. Caxias Ribas (Patriota) \| Roselaine Ferreira (Patriota) \| Patriota / PSL / PTC \| 3 PSL \| 8 PSL \| \| RJ \| Romário (PODE) \| Gabrielle Burcci (PMB) \| Patriota / PODE / PR / REDE / PMB / PPL / PRP / PRB / PTC \| ninguém \| Val Ceasa (Patriota) \| \| RJ \| Marcelo Delaroli (PR) \| Miro Teixeira (REDE) \| Patriota / PODE / PR / REDE / PMB / PPL / PRP / PRB / PTC \| ninguém \| Val Ceasa (Patriota) \| \| RN \| Brenno Queiroga (SD) \| Magnólia Figueiredo (SD) \| Patriota / SD / PSC / PV / DC / PMN / PSL / PPL \| ninguém \| 1 PPL, 1 PSL \| \| RN \| Sérgio Leocádio (SD) \| Joanílson Rêgo (DC) \| Patriota / SD / PSC / PV / DC / PMN / PSL / PPL \| ninguém \| 1 PPL, 1 PSL \| \| RO \| Expedito Júnior (PSDB) \| Marcos Rogério (DEM) \| Patriota / PSDB / DEM / PRB / PSD / PR \| 1 PSD, 1 PSDB \| 3 PRB \| \| RO \| Maurício de Moraes (PSDB) \| Edésio Fernandes (PRB) \| Patriota / PSDB / DEM / PRB / PSD / PR \| 1 PSD, 1 PSDB \| 3 PRB \| \| RR \| Antônio Denarium (PSL) \| Mecias de Jesus (PRB) \| Patriota / PSL / PTC / PRB / PRP / PROS / PSC / PPL \| ninguém \| Nilton do Sindpol (Patriota), Odilon Filho (Patriota) \| \| RR \| Frutuoso Lins (PTC) \| Pastor Isamar Ramalho (PSL) \| Patriota / PSL / PTC / PRB / PRP / PROS / PSC / PPL \| ninguém \| Nilton do Sindpol (Patriota), Odilon Filho (Patriota) \| \| RS \| José Ivo Sartori (MDB) \| Beto Albuquerque (PSB) \| Patriota / MDB / PSC / PR / PSB / PSD / PMN / PRP / PTC \| 2 PSB, 1 PR \| 2 PR, 1 PSD \| \| RS \| José Paulo Cairoli (PSD) \| José Fogaça (MDB) \| Patriota / MDB / PSC / PR / PSB / PSD / PMN / PRP / PTC \| 2 PSB, 1 PR \| 2 PR, 1 PSD \| \| SC \| Jessé Pereira (Patriota) \| Roberto Salum (PMN) \| Patriota / PMN \| ninguém \| ninguém \| \| SC \| Danny César Jumes (Patriota) \| Roberto Salum (PMN) \| Patriota / PMN \| ninguém \| ninguém \| \| SE \| Milton Andrade (PMN) \| Adelson Alves (Patriota) \| Patriota / PMN \| ninguém \| 2 PODE \| \| SE \| Rafaella Soares (PMN) \| Adelson Alves (Patriota) \| Patriota / PMN \| ninguém \| 2 PODE \| \| SP \| Márcio França (PSB) \| Maurren Maggi (PSB) \| Patriota / PSB / PR / PSC / PODE / PROS / PTB / PV / PMB / PHS / PPL / PRP / PSC / SD / Avante \| ninguém \| Paulo Corrêa Júnior (Patriota) \| \| SP \| Coronel Eliane Nikoluk (PR) \| Mário Covas Neto (PODE) \| Patriota / PSB / PR / PSC / PODE / PROS / PTB / PV / PMB / PHS / PPL / PRP / PSC / SD / Avante \| ninguém \| Paulo Corrêa Júnior (Patriota) \| \| TO \| Mauro Carlesse (PHS) \| Eduardo Gomes (SD) \| Patriota / PHS / SD / PP / DEM / PTC / PROS / PRB / Avante \| 2 SD, 2 DEM \| 3 SD, 1 PTC, 1 PHS, 1 DEM, 1 PP, 1 PROS \| \| TO \| Wanderlei Barbosa (PHS) \| César Halum (PRB) \| Patriota / PHS / SD / PP / DEM / PTC / PROS / PRB / Avante \| 2 SD, 2 DEM \| 3 SD, 1 PTC, 1 PHS, 1 DEM, 1 PP, 1 PROS \| |                                         |                                | |                                                 |                                                                                |
| UF | Candidatos(as) a Governador(a) e a Vice | Candidatos(as) a Senadores(as) | Coligação majoritária (governo e senado)                                                             | Deputados(as) federais eleitos(as) — 29         | Deputados(as) estaduais eleitos(as) — 54                                       |
| AC | Coronel Ulysses (PSL)                   | Paulo Pedrazza (PSL)           | Patriota / PSL / PSC                                                                                 | ninguém                                         | 1 PSL                                                                          |
| AC | Réssini Jarude (PSL)                    | Paulo Pedrazza (PSL)           | Patriota / PSL / PSC                                                                                 | ninguém                                         | 1 PSL                                                                          |
| AL | Josan Leite (PSL)                       | Flávio Moreno (PSL)            | Patriota / PSL / NOVO / PPL / SD                                                                     | ninguém                                         | 1 PSL                                                                          |
| AL | Sérgio Simões (PSL)                     | Sérgio Cabral (Patriota)       | Patriota / PSL / NOVO / PPL / SD                                                                     | ninguém                                         | 1 PSL                                                                          |
| AM | Omar Aziz (PSD)                         | Plínio Valério (PSDB)          | Patriota / PSD / PSDB / PRB / DEM / PTC                                                              | ninguém                                         | ninguém                                                                        |
| AM | Arthur Bisneto (PSDB)                   | Plínio Valério (PSDB)          | Patriota / PSD / PSDB / PRB / DEM / PTC                                                              | ninguém                                         | ninguém                                                                        |
| AP | Davi Alcolumbre (DEM)                   | Randolfe Rodrigues (REDE)      | Patriota / DEM / PP / REDE / PSDB / PSD / PSC / PODE / PPL / SD / Avante                             | 1 PSDB, 1 PP                                    | ninguém                                                                        |
| AP | Silvana Vedovelli (PP)                  | Sebastião Bala Rocha (PSDB)    | Patriota / DEM / PP / REDE / PSDB / PSD / PSC / PODE / PPL / SD / Avante                             | 1 PSDB, 1 PP                                    | ninguém                                                                        |
| BA | José Ronaldo (DEM)                      | Jutahy Magalhães Júnior (PSDB) | Patriota / DEM / PSDB / PSC / PV / PRB / PTB / SD / PPL                                              | ninguém                                         | Pastor Tom (Patriota)                                                          |
| BA | Mônica Bahia (PSDB)                     | Irmão Lázaro (PSC)             | Patriota / DEM / PSDB / PSC / PV / PRB / PTB / SD / PPL                                              | ninguém                                         | Pastor Tom (Patriota)                                                          |
| CE | Camilo Santana (PT)                     | Eunício Oliveira (MDB)         | Patriota / PT / PDT / PP / PSB / PR / PTB / DEM / PCdoB / PPS / PRP / PV / PMN / PPL / PRTB / PMB    | Júnior Mano (Patriota)                          | Apóstolo Luiz Henrique (Patriota), Bruno Gonçalves (Patriota), Nizo (Patriota) |
| CE | Izolda Cela (PDT)                       | Alberto Bardawil (PODE)        | Patriota / PT / PDT / PP / PSB / PR / PTB / DEM / PCdoB / PPS / PRP / PV / PMN / PPL / PRTB / PMB    | Júnior Mano (Patriota)                          | Apóstolo Luiz Henrique (Patriota), Bruno Gonçalves (Patriota), Nizo (Patriota) |
| DF | Eliana Pedrosa (PROS)                   | Juiz Everardo Ribeiro (PMN)    | Patriota / PROS / PTB / PMN / PHS / PTC / PMB                                                        | ninguém                                         | ninguém                                                                        |
| DF | Alírio Neto (PTB)                       | Walisson Nascimento (PTB)      | Patriota / PROS / PTB / PMN / PHS / PTC / PMB                                                        | ninguém                                         | ninguém                                                                        |
| ES | Rose de Freitas (PODE)                  | Fabiano Contarato (REDE)       | Patriota / PODE / PMN / PRTB / REDE / MDB                                                            | ninguém                                         | Rafael Favatto (Patriota), 1 PMN, 1 REDE                                       |
| ES | Dr. Tanguy (PODE)                       | Fabiano Contarato (REDE)       | Patriota / PODE / PMN / PRTB / REDE / MDB                                                            | ninguém                                         | Rafael Favatto (Patriota), 1 PMN, 1 REDE                                       |
| GO | José Eliton (PSDB)                      | Vanderlan Cardoso (PP)         | Patriota / PSDB / PPS / PSB / PTB / PSD / SD / PV / REDE / Avante                                    | ninguém                                         | Wagner Neto (Patriota)                                                         |
| GO | Raquel Teixeira (PSDB)                  | Marconi Perillo (PSDB)         | Patriota / PSDB / PPS / PSB / PTB / PSD / SD / PV / REDE / Avante                                    | ninguém                                         | Wagner Neto (Patriota)                                                         |
| MA | Flávio Dino (PCdoB)                     | Weverton Rocha (PDT)           | Patriota / PCdoB / PDT / PT / PSB / PPS / PROS / PTB / PRB / PR / DEM / PP / PTC / SD / PPL / Avante | Marreca Filho (Patriota) + 2 PR, 1 PP, 1 PDT    | 3 SD                                                                           |
| MA | Carlos Brandão (PRB)                    | Eliziane Gama (PPS)            | Patriota / PCdoB / PDT / PT / PSB / PPS / PROS / PTB / PRB / PR / DEM / PP / PTC / SD / PPL / Avante | Marreca Filho (Patriota) + 2 PR, 1 PP, 1 PDT    | 3 SD                                                                           |
| MG | Antonio Anastasia (PSDB)                | Rodrigo Pacheco (DEM)          | Patriota / PSDB / PTB / DEM / SD / PPS / PSD / PMN / PSC / PP / PTC / PMB                            | Dr. Frederico (Patriota), Fred Costa (Patriota) | Dr. Paulo (Patriota), Doorgal de Andrada (Patriota)                            |
| MG | Marcos Montes (PSD)                     | Dinis Pinheiro (SD)            | Patriota / PSDB / PTB / DEM / SD / PPS / PSD / PMN / PSC / PP / PTC / PMB                            | Dr. Frederico (Patriota), Fred Costa (Patriota) | Dr. Paulo (Patriota), Doorgal de Andrada (Patriota)                            |
| MS | Reinaldo Azambuja (PSDB)                | Nelsinho Trad (PTB)            | Patriota / PSDB / DEM / PPS / PP / PSD / PMB / PSB / PTB / PSL / PROS / PMN / SD / Avante            | 2 PSDB, 1 PSD, 1 DEM                            | Lidio Lopes (Patriota) + 1 PSD                                                 |
| MS | Murilo Zauith (DEM)                     | Marcelo Miglioli (PSDB)        | Patriota / PSDB / DEM / PPS / PP / PSD / PMB / PSB / PTB / PSL / PROS / PMN / SD / Avante            | 2 PSDB, 1 PSD, 1 DEM                            | Lidio Lopes (Patriota) + 1 PSD                                                 |
| MT | Pedro Taques (PSDB)                     | Selma Arruda (PSL)             | Patriota / PSDB / PSL / PSB / SD / PPS / DC / PRTB / Avante                                          | 1 PSL                                           | 2 DC                                                                           |
| MT | Rui Prado (PSDB)                        | Nilson Leitão (PSDB)           | Patriota / PSDB / PSL / PSB / SD / PPS / DC / PRTB / Avante                                          | 1 PSL                                           | 2 DC                                                                           |
| PA | Helder Barbalho (MDB)                   | Jader Barbalho (MDB)           | Patriota / MDB / PR / PP / PSD / PRB / PTB / PROS / PSC / PODE / PSL / PHS / DC / PMB / PTC / Avante | ninguém                                         | Raimundo Santos (Patriota)                                                     |
| PA | Lúcio Vale (PR)                         | Zequinha Marinho (PSC)         | Patriota / MDB / PR / PP / PSD / PRB / PTB / PROS / PSC / PODE / PSL / PHS / DC / PMB / PTC / Avante | ninguém                                         | Raimundo Santos (Patriota)                                                     |
| PB | José Maranhão (MDB)                     | Roberto Paulino (MDB)          | Patriota / MDB / PR                                                                                  | 1 PR                                            | Felipe Leitão (Patriota), Wallber Virgolino (Patriota)                         |
| PB | Bruno Roberto (PR)                      | Roberto Paulino (MDB)          | Patriota / MDB / PR                                                                                  | 1 PR                                            | Felipe Leitão (Patriota), Wallber Virgolino (Patriota)                         |
| PE | Paulo Câmara (PSB)                      | Humberto Costa (PT)            | Patriota / PSB / PCdoB / PT / MDB / PP / PV / SD / PTC / PRP / PRTB / PPL / PMN                      | Pastor Eurico (Patriota)                        | ninguém                                                                        |
| PE | Luciana Santos (PCdoB)                  | Jarbas Vasconcelos (MDB)       | Patriota / PSB / PCdoB / PT / MDB / PP / PV / SD / PTC / PRP / PRTB / PPL / PMN                      | Pastor Eurico (Patriota)                        | ninguém                                                                        |
| PI | Elmano Férrer (PODE)                    | ninguém                        | Patriota / PODE / PV / REDE / PPS / PMB / PRP / PHS / Avante                                         | ninguém                                         | 1 PV, 1 PPS                                                                    |
| PI | Luiz Ayrton Júnior (PV)                 | ninguém                        | Patriota / PODE / PV / REDE / PPS / PMB / PRP / PHS / Avante                                         | ninguém                                         | 1 PV, 1 PPS                                                                    |
| PR | Ogier Buchi (PSL)                       | Roselaine Ferreira (Patriota)  | Patriota / PSL / PTC                                                                                 | 3 PSL                                           | 8 PSL                                                                          |
| PR | Dr. Caxias Ribas (Patriota)             | Roselaine Ferreira (Patriota)  | Patriota / PSL / PTC                                                                                 | 3 PSL                                           | 8 PSL                                                                          |
| RJ | Romário (PODE)                          | Gabrielle Burcci (PMB)         | Patriota / PODE / PR / REDE / PMB / PPL / PRP / PRB / PTC                                            | ninguém                                         | Val Ceasa (Patriota)                                                           |
| RJ | Marcelo Delaroli (PR)                   | Miro Teixeira (REDE)           | Patriota / PODE / PR / REDE / PMB / PPL / PRP / PRB / PTC                                            | ninguém                                         | Val Ceasa (Patriota)                                                           |
| RN | Brenno Queiroga (SD)                    | Magnólia Figueiredo (SD)       | Patriota / SD / PSC / PV / DC / PMN / PSL / PPL                                                      | ninguém                                         | 1 PPL, 1 PSL                                                                   |
| RN | Sérgio Leocádio (SD)                    | Joanílson Rêgo (DC)            | Patriota / SD / PSC / PV / DC / PMN / PSL / PPL                                                      | ninguém                                         | 1 PPL, 1 PSL                                                                   |
| RO | Expedito Júnior (PSDB)                  | Marcos Rogério (DEM)           | Patriota / PSDB / DEM / PRB / PSD / PR                                                               | 1 PSD, 1 PSDB                                   | 3 PRB                                                                          |
| RO | Maurício de Moraes (PSDB)               | Edésio Fernandes (PRB)         | Patriota / PSDB / DEM / PRB / PSD / PR                                                               | 1 PSD, 1 PSDB                                   | 3 PRB                                                                          |
| RR | Antônio Denarium (PSL)                  | Mecias de Jesus (PRB)          | Patriota / PSL / PTC / PRB / PRP / PROS / PSC / PPL                                                  | ninguém                                         | Nilton do Sindpol (Patriota), Odilon Filho (Patriota)                          |
| RR | Frutuoso Lins (PTC)                     | Pastor Isamar Ramalho (PSL)    | Patriota / PSL / PTC / PRB / PRP / PROS / PSC / PPL                                                  | ninguém                                         | Nilton do Sindpol (Patriota), Odilon Filho (Patriota)                          |
| RS | José Ivo Sartori (MDB)                  | Beto Albuquerque (PSB)         | Patriota / MDB / PSC / PR / PSB / PSD / PMN / PRP / PTC                                              | 2 PSB, 1 PR                                     | 2 PR, 1 PSD                                                                    |
| RS | José Paulo Cairoli (PSD)                | José Fogaça (MDB)              | Patriota / MDB / PSC / PR / PSB / PSD / PMN / PRP / PTC                                              | 2 PSB, 1 PR                                     | 2 PR, 1 PSD                                                                    |
| SC | Jessé Pereira (Patriota)                | Roberto Salum (PMN)            | Patriota / PMN                                                                                       | ninguém                                         | ninguém                                                                        |
| SC | Danny César Jumes (Patriota)            | Roberto Salum (PMN)            | Patriota / PMN                                                                                       | ninguém                                         | ninguém                                                                        |
| SE | Milton Andrade (PMN)                    | Adelson Alves (Patriota)       | Patriota / PMN                                                                                       | ninguém                                         | 2 PODE                                                                         |
| SE | Rafaella Soares (PMN)                   | Adelson Alves (Patriota)       | Patriota / PMN                                                                                       | ninguém                                         | 2 PODE                                                                         |
| SP | Márcio França (PSB)                     | Maurren Maggi (PSB)            | Patriota / PSB / PR / PSC / PODE / PROS / PTB / PV / PMB / PHS / PPL / PRP / PSC / SD / Avante       | ninguém                                         | Paulo Corrêa Júnior (Patriota)                                                 |
| SP | Coronel Eliane Nikoluk (PR)             | Mário Covas Neto (PODE)        | Patriota / PSB / PR / PSC / PODE / PROS / PTB / PV / PMB / PHS / PPL / PRP / PSC / SD / Avante       | ninguém                                         | Paulo Corrêa Júnior (Patriota)                                                 |
| TO | Mauro Carlesse (PHS)                    | Eduardo Gomes (SD)             | Patriota / PHS / SD / PP / DEM / PTC / PROS / PRB / Avante                                           | 2 SD, 2 DEM                                     | 3 SD, 1 PTC, 1 PHS, 1 DEM, 1 PP, 1 PROS                                        |
| TO | Wanderlei Barbosa (PHS)                 | César Halum (PRB)              | Patriota / PHS / SD / PP / DEM / PTC / PROS / PRB / Avante                                           | 2 SD, 2 DEM                                     | 3 SD, 1 PTC, 1 PHS, 1 DEM, 1 PP, 1 PROS                                        |

| Participação e desempenho do PEN nas eleições estaduais de 2014 |                                         |                                | |                                                          | |
| Candidatos majoritários eleitos (11 governadores e 9 senadores). Em negrito estão os candidatos filiados ao PEN durante a eleição. Os cargos obtidos na Câmara Federal e nas Assembleias Legislativas são referentes às coligações proporcionais que o PEN compôs. Tais coligações não são necessariamente iguais às coligações majoritárias e geralmente são menores. Não estão listados os futuros suplentes empossados. \| UF \| Candidatos(as) a Governador(a) e a Vice \| Candidatos(as) a Senadores(as) \| Coligação majoritária (governo e senado) \| Deputados(as) federais eleitos(as) — 69 \| Deputados(as) estaduais eleitos(as) — 99 \| \| -- \| --------------------------------------- \| ------------------------------ \| ------------------------------------------------------------------------------------------------------------------------------ \| -------------------------------------------------------- \| ----------------------------------------------------------------------------------------------------------------- \| \| AC \| Tião Viana (PT) \| Perpétua Almeida (PCdoB) \| PEN / PDT / PRB / PT / PSL / PTN / PSDC / PHS / PSB / PRP / PPL / PCdoB / PROS / PTB \| 3 PT, 1 PSB, 1 PRB \| 5 PT, 1 PROS \| \| AC \| Nazaré Araújo (PT) \| Perpétua Almeida (PCdoB) \| PEN / PDT / PRB / PT / PSL / PTN / PSDC / PHS / PSB / PRP / PPL / PCdoB / PROS / PTB \| 3 PT, 1 PSB, 1 PRB \| 5 PT, 1 PROS \| \| AL \| Coronel Goulart (PEN) \| Coronel Brito (PEN) \| PEN \| ninguém \| ninguém \| \| AL \| Capitão Bulhões (PEN) \| Coronel Brito (PEN) \| PEN \| ninguém \| ninguém \| \| AM \| José Melo (PROS) \| Omar Aziz (PSD) \| PEN / PV / PROS / PSL / PTN / PRP / PSDB / PRTB / PHS / PTC / DEM / PR / PSC / PSD / SD / PTdoB \| 2 PSD, 1 PSDB, 1 DEM, 1 PR \| 1 DEM \| \| AM \| Henrique Oliveira (SD) \| Omar Aziz (PSD) \| PEN / PV / PROS / PSL / PTN / PRP / PSDB / PRTB / PHS / PTC / DEM / PR / PSC / PSD / SD / PTdoB \| 2 PSD, 1 PSDB, 1 DEM, 1 PR \| 1 DEM \| \| AP \| Bruno Mineiro (PTdoB) \| Promotor Moisés (PEN) \| PEN / PV / PTdoB / PRB / PR / PHS / PROS / PSDC / PTN \| 1 PR, 1 PRB \| 2 PROS, 1 PSDC \| \| AP \| Aline Gurgel (PR) \| Promotor Moisés (PEN) \| PEN / PV / PTdoB / PRB / PR / PHS / PROS / PSDC / PTN \| 1 PR, 1 PRB \| 2 PROS, 1 PSDC \| \| BA \| Tadeu da Luz (PRTB) \| Marcelo Evangelista (PEN) \| PEN / PRTB \| ninguém \| ninguém \| \| BA \| Antônio Neto (PRTB) \| Marcelo Evangelista (PEN) \| PEN / PRTB \| ninguém \| ninguém \| \| CE \| Camilo Santana (PT) \| Mauro Filho (PROS) \| PEN / PV / PP / PDT / PT / PTC / SD / PTB / PRB / PSL / PHS / PMN / PSD / PTdoB / PROS / PRTB / PPL / PCdoB \| ninguém \| Bruno Gonçalves (PEN) \| \| CE \| Izolda Cela (PROS) \| Mauro Filho (PROS) \| PEN / PV / PP / PDT / PT / PTC / SD / PTB / PRB / PSL / PHS / PMN / PSD / PTdoB / PROS / PRTB / PPL / PCdoB \| ninguém \| Bruno Gonçalves (PEN) \| \| DF \| Agnelo Queiroz (PT) \| Geraldo Magela (PT) \| PEN / PT / PP / PMDB / PRB / PHS / PRP / PPL / PTN / PTdoB / PSC / PV / PROS / PTC / PSL / PCdoB \| 1 PMDB \| Luzia de Paula (PEN) \| \| DF \| Tadeu Filippelli (PMDB) \| Geraldo Magela (PT) \| PEN / PT / PP / PMDB / PRB / PHS / PRP / PPL / PTN / PTdoB / PSC / PV / PROS / PTC / PSL / PCdoB \| 1 PMDB \| Luzia de Paula (PEN) \| \| ES \| Paulo Hartung (PMDB) \| Rose de Freitas (PMDB) \| PEN / PMDB / SD / DEM / PSDB / PROS / PRP \| ninguém \| Rafael Favatto (PEN) + 4 PMDB, 2 DEM \| \| ES \| César Colnago (PSDB) \| Rose de Freitas (PMDB) \| PEN / PMDB / SD / DEM / PSDB / PROS / PRP \| ninguém \| Rafael Favatto (PEN) + 4 PMDB, 2 DEM \| \| GO \| Marconi Perillo (PSDB) \| Vilmar Rocha (PSD) \| PEN / PV / PPS / PDT / PTdoB / PSL / PR / PP / PHS / PMN / PROS / PRB / PTC / PSDB / PSD / PTB \| ninguém \| 1 PROS \| \| GO \| José Eliton (PP) \| Vilmar Rocha (PSD) \| PEN / PV / PPS / PDT / PTdoB / PSL / PR / PP / PHS / PMN / PROS / PRB / PTC / PSDB / PSD / PTB \| ninguém \| 1 PROS \| \| MA \| Lobão Filho (PMDB) \| Gastão Vieira (PMDB) \| PEN / PSC / PMDB / PSL / PSDC / PRP / PTN / PMN / PV / PHS / PRTB / PR / PRB / DEM / PSD / PT / PTB / PTdoB \| André Fufuca (PEN), Júnior Marreca (PEN) \| Ricardo Rios (PEN) + 1 PMN, 1 PHS \| \| MA \| Arnaldo Melo (PMDB) \| Gastão Vieira (PMDB) \| PEN / PSC / PMDB / PSL / PSDC / PRP / PTN / PMN / PV / PHS / PRTB / PR / PRB / DEM / PSD / PT / PTB / PTdoB \| André Fufuca (PEN), Júnior Marreca (PEN) \| Ricardo Rios (PEN) + 1 PMN, 1 PHS \| \| MG \| André Alves (PHS) \| Edilson Nascimento (PTdoB) \| PEN / PHS / PTdoB / PRP \| 1 PTdoB, 1 PHS, 1 PRP \| Fred Costa (PEN) + 1 PHS \| \| MG \| Major Juares Ferreira (PTdoB) \| Edilson Nascimento (PTdoB) \| PEN / PHS / PTdoB / PRP \| 1 PTdoB, 1 PHS, 1 PRP \| Fred Costa (PEN) + 1 PHS \| \| MS \| Nelsinho Trad (PMDB) \| Simone Tebet (PMDB) \| PEN / PMDB / PSB / PTdoB / PHS / PRB / PRTB / PTN / PSC \| 2 PMDB, 1 PSB \| Lidio Lopes (PEN) + 2 PTdoB, 1 PSB \| \| MS \| Pra. Janete Morais (PSB) \| Simone Tebet (PMDB) \| PEN / PMDB / PSB / PTdoB / PHS / PRB / PRTB / PTN / PSC \| 2 PMDB, 1 PSB \| Lidio Lopes (PEN) + 2 PTdoB, 1 PSB \| \| MT \| Janete Riva (PSD) \| Rui Prado (PSD) \| PEN / PSD / PTC / PTN / PRTB / SD \| ninguém \| 1 SD \| \| MT \| Dr. Aray da Fonseca (PSD) \| Rui Prado (PSD) \| PEN / PSD / PTC / PTN / PRTB / SD \| ninguém \| 1 SD \| \| PA \| Simão Jatene (PSDB) \| ninguém \| PEN / PSDB / PSB / PMN / SD / PRB / PSC / PTB / PPS / PSD / PP / PTC / PSDC / PTdoB / PRP \| ninguém \| Raimundo Santos (PEN) + 2 SD, 1 PRB \| \| PA \| Zéquinha Marinho (PSC) \| ninguém \| PEN / PSDB / PSB / PMN / SD / PRB / PSC / PTB / PPS / PSD / PP / PTC / PSDC / PTdoB / PRP \| ninguém \| Raimundo Santos (PEN) + 2 SD, 1 PRB \| \| PB \| Cássio Cunha Lima (PSDB) \| Wilson Santiago (PTB) \| PEN / PSC / PSDB / PR / PTB / PSD / SD / PMN / PPS / PTdoB / PTN / PRB / PSDC / PP \| 1 PSDB, 1 PP, 1 PR, 1 PTB, 1 PSD, 1 SD \| Branco Mendes (PEN), Edmilson Soares (PEN), José Aldemir (PEN), Ricardo Marcelo (PEN) + 4 PSDB, 2 PP, 1 PTB, 1 PR \| \| PB \| Ruy Carneiro (PSDB) \| Wilson Santiago (PTB) \| PEN / PSC / PSDB / PR / PTB / PSD / SD / PMN / PPS / PTdoB / PTN / PRB / PSDC / PP \| 1 PSDB, 1 PP, 1 PR, 1 PTB, 1 PSD, 1 SD \| Branco Mendes (PEN), Edmilson Soares (PEN), José Aldemir (PEN), Ricardo Marcelo (PEN) + 4 PSDB, 2 PP, 1 PTB, 1 PR \| \| PE \| Paulo Câmara (PSB) \| Fernando Coelho (PSB) \| PEN / PV / PMDB / PCdoB / PTC / PRP / PTN / PR / SD / PPS / PRTB / PSDB / PSD / PPL / DEM / PHS / PSDC / PROS / PP / PSB / PSL \| 8 PSB, 3 PSDB, 2 PR, 1 PP, 1 PMDB, 1 PSD, 1 DEM, 1 PCdoB \| 15 PSB, 3 PMDB, 3 PR, 2 PSD, 1 PSDB, 1 DEM, 1 PTC \| \| PE \| Raul Henry (PMDB) \| Fernando Coelho (PSB) \| PEN / PV / PMDB / PCdoB / PTC / PRP / PTN / PR / SD / PPS / PRTB / PSDB / PSD / PPL / DEM / PHS / PSDC / PROS / PP / PSB / PSL \| 8 PSB, 3 PSDB, 2 PR, 1 PP, 1 PMDB, 1 PSD, 1 DEM, 1 PCdoB \| 15 PSB, 3 PMDB, 3 PR, 2 PSD, 1 PSDB, 1 DEM, 1 PTC \| \| PI \| Zé Filho (PMDB) \| Wilson Martins (PSB) \| PEN / PMDB / PSDB / PCdoB / PTdoB / PSB / PDT / PTN / PPS / DEM / PSDC / PSL / PMN / PRB / PTC / PSD / PV \| ninguém \| ninguém \| \| PI \| Silvio Mendes (PSDB) \| Wilson Martins (PSB) \| PEN / PMDB / PSDB / PCdoB / PTdoB / PSB / PDT / PTN / PPS / DEM / PSDC / PSL / PMN / PRB / PTC / PSD / PV \| ninguém \| ninguém \| \| PR \| Beto Richa (PSDB) \| Álvaro Dias (PSDB) \| PEN / PSDB / PROS / SD / PSB / PP / PTB / PSD / PPS / PR / DEM / PSL / PSDC / PMN / PHS / PSC / PTdoB \| 1 PTB, 1 PHS \| ninguém \| \| PR \| Cida Borghetti (PROS) \| Álvaro Dias (PSDB) \| PEN / PSDB / PROS / SD / PSB / PP / PTB / PSD / PPS / PR / DEM / PSL / PSDC / PMN / PHS / PSC / PTdoB \| 1 PTB, 1 PHS \| ninguém \| \| RJ \| Luiz Fernando Pezão (PMDB) \| César Maia (DEM) \| PEN / PMDB / PP / PTB / PSL / PPS / PTN / DEM / PSDC / PRTB / PHS / PMN / PTC / PRP / PSDB / PSC / PSD / SD \| ninguém \| ninguém \| \| RJ \| Francisco Dornelles (PP) \| César Maia (DEM) \| PEN / PMDB / PP / PTB / PSL / PPS / PTN / DEM / PSDC / PRTB / PHS / PMN / PTC / PRP / PSDB / PSC / PSD / SD \| ninguém \| ninguém \| \| RN \| Robinson Faria (PSD) \| Fátima Bezerra (PT) \| PEN / PSD / PT / PCdoB / PTdoB / PP / PRTB / PTC \| 1 PSD, 1 PP \| 3 PSD \| \| RN \| Fábio Dantas (PCdoB) \| Fátima Bezerra (PT) \| PEN / PSD / PT / PCdoB / PTdoB / PP / PRTB / PTC \| 1 PSD, 1 PP \| 3 PSD \| \| RO \| Expedito Júnior (PSDB) \| Moreira Mendes (PSD) \| PEN / PSDB / PSDC / PSD / PSC / PHS / PMN / PTdoB / PRB / DEM \| 1 PSDB, 1 SD \| Laerte Gomes (PEN) + 1 PSD, 1 SD \| \| RO \| Neodi Carlos (PSDC) \| Moreira Mendes (PSD) \| PEN / PSDB / PSDC / PSD / PSC / PHS / PMN / PTdoB / PRB / DEM \| 1 PSDB, 1 SD \| Laerte Gomes (PEN) + 1 PSD, 1 SD \| \| RR \| Chico Rodrigues (PSB) \| ninguém \| PEN / PSB / PMDB / PSDB / PR / PRB / PSD / SD / PROS / PPS / PMN / PSDC / PTdoB / PRTB / PHS / PSL / PPL / PTN / PSC / PRP \| 1 PMN, 1 PHS \| Odilon Filho (PEN) + 1 PSC \| \| RR \| Rodrigo Jucá (PMDB) \| ninguém \| PEN / PSB / PMDB / PSDB / PR / PRB / PSD / SD / PROS / PPS / PMN / PSDC / PTdoB / PRTB / PHS / PSL / PPL / PTN / PSC / PRP \| 1 PMN, 1 PHS \| Odilon Filho (PEN) + 1 PSC \| \| RS \| Vieira da Cunha (PDT) \| Lasier Martins (PDT) \| PEN / PDT / PV / DEM / PSC \| 3 PDT, 1 DEM \| 1 PV \| \| RS \| Flávio José Gomes (PSC) \| Lasier Martins (PDT) \| PEN / PDT / PV / DEM / PSC \| 3 PDT, 1 DEM \| 1 PV \| \| SC \| Paulo Bauer (PSDB) \| Paulo Bornhausen (PSB) \| PEN / PSDB / PP / PSB / PSL / SD / PTN / PPS / PHS / PTC / PRTB / PTdoB \| 2 PP, 2 PSDB, 1 PPS \| 4 PSDB \| \| SC \| Joares Ponticelli (PP) \| Paulo Bornhausen (PSB) \| PEN / PSDB / PP / PSB / PSL / SD / PTN / PPS / PHS / PTC / PRTB / PTdoB \| 2 PP, 2 PSDB, 1 PPS \| 4 PSDB \| \| SE \| Eduardo Amorim (PSC) \| Maria do Carmo (DEM) \| PEN / DEM / PSL / PP / PTdoB / PV / PTC / PSDB / PTB / SD / PPS / PHS / PMN / PR / PSC \| 1 PTB, 1 SD, 1 DEM \| ninguém \| \| SE \| Augusto Franco Neto (PSDB) \| Maria do Carmo (DEM) \| PEN / DEM / PSL / PP / PTdoB / PV / PTC / PSDB / PTB / SD / PPS / PHS / PMN / PR / PSC \| 1 PTB, 1 SD, 1 DEM \| ninguém \| \| SP \| Geraldo Alckmin (PSDB) \| José Serra (PSDB) \| PEN / PSC / PSDB / DEM / PMN / PTdoB / PTC / PTN / SD / PPS / PRB / PSB / PSDC / PSL \| ninguém \| Feliciano Filho (PEN), Paulo Corrêa Júnior (PEN) \| \| SP \| Márcio França (PSB) \| José Serra (PSDB) \| PEN / PSC / PSDB / DEM / PMN / PTdoB / PTC / PTN / SD / PPS / PRB / PSB / PSDC / PSL \| ninguém \| Feliciano Filho (PEN), Paulo Corrêa Júnior (PEN) \| \| TO \| Sandoval Cardoso (SD) \| Ângelo Agnolin (PDT) \| PEN / PRB / PP / PDT / PTB / PSC / PSL / PR / PPS / DEM / PRTB / SD / PHS / PTC / PSB / PRP / PSDB \| 1 PSB, 1 PRB, 1 PP, 1 DEM \| 4 SD, 2 PTB, 2 PR, 1 DEM, 1 PPS, 1 PSDB, 1 PP \| \| TO \| Eduardo Gomes (SD) \| Ângelo Agnolin (PDT) \| PEN / PRB / PP / PDT / PTB / PSC / PSL / PR / PPS / DEM / PRTB / SD / PHS / PTC / PSB / PRP / PSDB \| 1 PSB, 1 PRB, 1 PP, 1 DEM \| 4 SD, 2 PTB, 2 PR, 1 DEM, 1 PPS, 1 PSDB, 1 PP \| |                                         |                                | |                                                          | |
| UF | Candidatos(as) a Governador(a) e a Vice | Candidatos(as) a Senadores(as) | Coligação majoritária (governo e senado)                                                                                       | Deputados(as) federais eleitos(as) — 69                  | Deputados(as) estaduais eleitos(as) — 99                                                                          |
| AC | Tião Viana (PT)                         | Perpétua Almeida (PCdoB)       | PEN / PDT / PRB / PT / PSL / PTN / PSDC / PHS / PSB / PRP / PPL / PCdoB / PROS / PTB                                           | 3 PT, 1 PSB, 1 PRB                                       | 5 PT, 1 PROS |
| AC | Nazaré Araújo (PT)                      | Perpétua Almeida (PCdoB)       | PEN / PDT / PRB / PT / PSL / PTN / PSDC / PHS / PSB / PRP / PPL / PCdoB / PROS / PTB                                           | 3 PT, 1 PSB, 1 PRB                                       | 5 PT, 1 PROS |
| AL | Coronel Goulart (PEN)                   | Coronel Brito (PEN)            | PEN | ninguém                                                  | ninguém |
| AL | Capitão Bulhões (PEN)                   | Coronel Brito (PEN)            | PEN | ninguém                                                  | ninguém |
| AM | José Melo (PROS)                        | Omar Aziz (PSD)                | PEN / PV / PROS / PSL / PTN / PRP / PSDB / PRTB / PHS / PTC / DEM / PR / PSC / PSD / SD / PTdoB                                | 2 PSD, 1 PSDB, 1 DEM, 1 PR                               | 1 DEM |
| AM | Henrique Oliveira (SD)                  | Omar Aziz (PSD)                | PEN / PV / PROS / PSL / PTN / PRP / PSDB / PRTB / PHS / PTC / DEM / PR / PSC / PSD / SD / PTdoB                                | 2 PSD, 1 PSDB, 1 DEM, 1 PR                               | 1 DEM |
| AP | Bruno Mineiro (PTdoB)                   | Promotor Moisés (PEN)          | PEN / PV / PTdoB / PRB / PR / PHS / PROS / PSDC / PTN                                                                          | 1 PR, 1 PRB                                              | 2 PROS, 1 PSDC |
| AP | Aline Gurgel (PR)                       | Promotor Moisés (PEN)          | PEN / PV / PTdoB / PRB / PR / PHS / PROS / PSDC / PTN                                                                          | 1 PR, 1 PRB                                              | 2 PROS, 1 PSDC |
| BA | Tadeu da Luz (PRTB)                     | Marcelo Evangelista (PEN)      | PEN / PRTB | ninguém                                                  | ninguém |
| BA | Antônio Neto (PRTB)                     | Marcelo Evangelista (PEN)      | PEN / PRTB | ninguém                                                  | ninguém |
| CE | Camilo Santana (PT)                     | Mauro Filho (PROS)             | PEN / PV / PP / PDT / PT / PTC / SD / PTB / PRB / PSL / PHS / PMN / PSD / PTdoB / PROS / PRTB / PPL / PCdoB                    | ninguém                                                  | Bruno Gonçalves (PEN)                                                                                             |
| CE | Izolda Cela (PROS)                      | Mauro Filho (PROS)             | PEN / PV / PP / PDT / PT / PTC / SD / PTB / PRB / PSL / PHS / PMN / PSD / PTdoB / PROS / PRTB / PPL / PCdoB                    | ninguém                                                  | Bruno Gonçalves (PEN)                                                                                             |
| DF | Agnelo Queiroz (PT)                     | Geraldo Magela (PT)            | PEN / PT / PP / PMDB / PRB / PHS / PRP / PPL / PTN / PTdoB / PSC / PV / PROS / PTC / PSL / PCdoB                               | 1 PMDB                                                   | Luzia de Paula (PEN)                                                                                              |
| DF | Tadeu Filippelli (PMDB)                 | Geraldo Magela (PT)            | PEN / PT / PP / PMDB / PRB / PHS / PRP / PPL / PTN / PTdoB / PSC / PV / PROS / PTC / PSL / PCdoB                               | 1 PMDB                                                   | Luzia de Paula (PEN)                                                                                              |
| ES | Paulo Hartung (PMDB)                    | Rose de Freitas (PMDB)         | PEN / PMDB / SD / DEM / PSDB / PROS / PRP                                                                                      | ninguém                                                  | Rafael Favatto (PEN) + 4 PMDB, 2 DEM                                                                              |
| ES | César Colnago (PSDB)                    | Rose de Freitas (PMDB)         | PEN / PMDB / SD / DEM / PSDB / PROS / PRP                                                                                      | ninguém                                                  | Rafael Favatto (PEN) + 4 PMDB, 2 DEM                                                                              |
| GO | Marconi Perillo (PSDB)                  | Vilmar Rocha (PSD)             | PEN / PV / PPS / PDT / PTdoB / PSL / PR / PP / PHS / PMN / PROS / PRB / PTC / PSDB / PSD / PTB                                 | ninguém                                                  | 1 PROS |
| GO | José Eliton (PP)                        | Vilmar Rocha (PSD)             | PEN / PV / PPS / PDT / PTdoB / PSL / PR / PP / PHS / PMN / PROS / PRB / PTC / PSDB / PSD / PTB                                 | ninguém                                                  | 1 PROS |
| MA | Lobão Filho (PMDB)                      | Gastão Vieira (PMDB)           | PEN / PSC / PMDB / PSL / PSDC / PRP / PTN / PMN / PV / PHS / PRTB / PR / PRB / DEM / PSD / PT / PTB / PTdoB                    | André Fufuca (PEN), Júnior Marreca (PEN)                 | Ricardo Rios (PEN) + 1 PMN, 1 PHS                                                                                 |
| MA | Arnaldo Melo (PMDB)                     | Gastão Vieira (PMDB)           | PEN / PSC / PMDB / PSL / PSDC / PRP / PTN / PMN / PV / PHS / PRTB / PR / PRB / DEM / PSD / PT / PTB / PTdoB                    | André Fufuca (PEN), Júnior Marreca (PEN)                 | Ricardo Rios (PEN) + 1 PMN, 1 PHS                                                                                 |
| MG | André Alves (PHS)                       | Edilson Nascimento (PTdoB)     | PEN / PHS / PTdoB / PRP | 1 PTdoB, 1 PHS, 1 PRP                                    | Fred Costa (PEN) + 1 PHS                                                                                          |
| MG | Major Juares Ferreira (PTdoB)           | Edilson Nascimento (PTdoB)     | PEN / PHS / PTdoB / PRP | 1 PTdoB, 1 PHS, 1 PRP                                    | Fred Costa (PEN) + 1 PHS                                                                                          |
| MS | Nelsinho Trad (PMDB)                    | Simone Tebet (PMDB)            | PEN / PMDB / PSB / PTdoB / PHS / PRB / PRTB / PTN / PSC                                                                        | 2 PMDB, 1 PSB                                            | Lidio Lopes (PEN) + 2 PTdoB, 1 PSB                                                                                |
| MS | Pra. Janete Morais (PSB)                | Simone Tebet (PMDB)            | PEN / PMDB / PSB / PTdoB / PHS / PRB / PRTB / PTN / PSC                                                                        | 2 PMDB, 1 PSB                                            | Lidio Lopes (PEN) + 2 PTdoB, 1 PSB                                                                                |
| MT | Janete Riva (PSD)                       | Rui Prado (PSD)                | PEN / PSD / PTC / PTN / PRTB / SD                                                                                              | ninguém                                                  | 1 SD |
| MT | Dr. Aray da Fonseca (PSD)               | Rui Prado (PSD)                | PEN / PSD / PTC / PTN / PRTB / SD                                                                                              | ninguém                                                  | 1 SD |
| PA | Simão Jatene (PSDB)                     | ninguém                        | PEN / PSDB / PSB / PMN / SD / PRB / PSC / PTB / PPS / PSD / PP / PTC / PSDC / PTdoB / PRP                                      | ninguém                                                  | Raimundo Santos (PEN) + 2 SD, 1 PRB                                                                               |
| PA | Zéquinha Marinho (PSC)                  | ninguém                        | PEN / PSDB / PSB / PMN / SD / PRB / PSC / PTB / PPS / PSD / PP / PTC / PSDC / PTdoB / PRP                                      | ninguém                                                  | Raimundo Santos (PEN) + 2 SD, 1 PRB                                                                               |
| PB | Cássio Cunha Lima (PSDB)                | Wilson Santiago (PTB)          | PEN / PSC / PSDB / PR / PTB / PSD / SD / PMN / PPS / PTdoB / PTN / PRB / PSDC / PP                                             | 1 PSDB, 1 PP, 1 PR, 1 PTB, 1 PSD, 1 SD                   | Branco Mendes (PEN), Edmilson Soares (PEN), José Aldemir (PEN), Ricardo Marcelo (PEN) + 4 PSDB, 2 PP, 1 PTB, 1 PR |
| PB | Ruy Carneiro (PSDB)                     | Wilson Santiago (PTB)          | PEN / PSC / PSDB / PR / PTB / PSD / SD / PMN / PPS / PTdoB / PTN / PRB / PSDC / PP                                             | 1 PSDB, 1 PP, 1 PR, 1 PTB, 1 PSD, 1 SD                   | Branco Mendes (PEN), Edmilson Soares (PEN), José Aldemir (PEN), Ricardo Marcelo (PEN) + 4 PSDB, 2 PP, 1 PTB, 1 PR |
| PE | Paulo Câmara (PSB)                      | Fernando Coelho (PSB)          | PEN / PV / PMDB / PCdoB / PTC / PRP / PTN / PR / SD / PPS / PRTB / PSDB / PSD / PPL / DEM / PHS / PSDC / PROS / PP / PSB / PSL | 8 PSB, 3 PSDB, 2 PR, 1 PP, 1 PMDB, 1 PSD, 1 DEM, 1 PCdoB | 15 PSB, 3 PMDB, 3 PR, 2 PSD, 1 PSDB, 1 DEM, 1 PTC                                                                 |
| PE | Raul Henry (PMDB)                       | Fernando Coelho (PSB)          | PEN / PV / PMDB / PCdoB / PTC / PRP / PTN / PR / SD / PPS / PRTB / PSDB / PSD / PPL / DEM / PHS / PSDC / PROS / PP / PSB / PSL | 8 PSB, 3 PSDB, 2 PR, 1 PP, 1 PMDB, 1 PSD, 1 DEM, 1 PCdoB | 15 PSB, 3 PMDB, 3 PR, 2 PSD, 1 PSDB, 1 DEM, 1 PTC                                                                 |
| PI | Zé Filho (PMDB)                         | Wilson Martins (PSB)           | PEN / PMDB / PSDB / PCdoB / PTdoB / PSB / PDT / PTN / PPS / DEM / PSDC / PSL / PMN / PRB / PTC / PSD / PV                      | ninguém                                                  | ninguém |
| PI | Silvio Mendes (PSDB)                    | Wilson Martins (PSB)           | PEN / PMDB / PSDB / PCdoB / PTdoB / PSB / PDT / PTN / PPS / DEM / PSDC / PSL / PMN / PRB / PTC / PSD / PV                      | ninguém                                                  | ninguém |
| PR | Beto Richa (PSDB)                       | Álvaro Dias (PSDB)             | PEN / PSDB / PROS / SD / PSB / PP / PTB / PSD / PPS / PR / DEM / PSL / PSDC / PMN / PHS / PSC / PTdoB                          | 1 PTB, 1 PHS                                             | ninguém |
| PR | Cida Borghetti (PROS)                   | Álvaro Dias (PSDB)             | PEN / PSDB / PROS / SD / PSB / PP / PTB / PSD / PPS / PR / DEM / PSL / PSDC / PMN / PHS / PSC / PTdoB                          | 1 PTB, 1 PHS                                             | ninguém |
| RJ | Luiz Fernando Pezão (PMDB)              | César Maia (DEM)               | PEN / PMDB / PP / PTB / PSL / PPS / PTN / DEM / PSDC / PRTB / PHS / PMN / PTC / PRP / PSDB / PSC / PSD / SD                    | ninguém                                                  | ninguém |
| RJ | Francisco Dornelles (PP)                | César Maia (DEM)               | PEN / PMDB / PP / PTB / PSL / PPS / PTN / DEM / PSDC / PRTB / PHS / PMN / PTC / PRP / PSDB / PSC / PSD / SD                    | ninguém                                                  | ninguém |
| RN | Robinson Faria (PSD)                    | Fátima Bezerra (PT)            | PEN / PSD / PT / PCdoB / PTdoB / PP / PRTB / PTC                                                                               | 1 PSD, 1 PP                                              | 3 PSD |
| RN | Fábio Dantas (PCdoB)                    | Fátima Bezerra (PT)            | PEN / PSD / PT / PCdoB / PTdoB / PP / PRTB / PTC                                                                               | 1 PSD, 1 PP                                              | 3 PSD |
| RO | Expedito Júnior (PSDB)                  | Moreira Mendes (PSD)           | PEN / PSDB / PSDC / PSD / PSC / PHS / PMN / PTdoB / PRB / DEM                                                                  | 1 PSDB, 1 SD                                             | Laerte Gomes (PEN) + 1 PSD, 1 SD                                                                                  |
| RO | Neodi Carlos (PSDC)                     | Moreira Mendes (PSD)           | PEN / PSDB / PSDC / PSD / PSC / PHS / PMN / PTdoB / PRB / DEM                                                                  | 1 PSDB, 1 SD                                             | Laerte Gomes (PEN) + 1 PSD, 1 SD                                                                                  |
| RR | Chico Rodrigues (PSB)                   | ninguém                        | PEN / PSB / PMDB / PSDB / PR / PRB / PSD / SD / PROS / PPS / PMN / PSDC / PTdoB / PRTB / PHS / PSL / PPL / PTN / PSC / PRP     | 1 PMN, 1 PHS                                             | Odilon Filho (PEN) + 1 PSC                                                                                        |
| RR | Rodrigo Jucá (PMDB)                     | ninguém                        | PEN / PSB / PMDB / PSDB / PR / PRB / PSD / SD / PROS / PPS / PMN / PSDC / PTdoB / PRTB / PHS / PSL / PPL / PTN / PSC / PRP     | 1 PMN, 1 PHS                                             | Odilon Filho (PEN) + 1 PSC                                                                                        |
| RS | Vieira da Cunha (PDT)                   | Lasier Martins (PDT)           | PEN / PDT / PV / DEM / PSC | 3 PDT, 1 DEM                                             | 1 PV |
| RS | Flávio José Gomes (PSC)                 | Lasier Martins (PDT)           | PEN / PDT / PV / DEM / PSC | 3 PDT, 1 DEM                                             | 1 PV |
| SC | Paulo Bauer (PSDB)                      | Paulo Bornhausen (PSB)         | PEN / PSDB / PP / PSB / PSL / SD / PTN / PPS / PHS / PTC / PRTB / PTdoB                                                        | 2 PP, 2 PSDB, 1 PPS                                      | 4 PSDB |
| SC | Joares Ponticelli (PP)                  | Paulo Bornhausen (PSB)         | PEN / PSDB / PP / PSB / PSL / SD / PTN / PPS / PHS / PTC / PRTB / PTdoB                                                        | 2 PP, 2 PSDB, 1 PPS                                      | 4 PSDB |
| SE | Eduardo Amorim (PSC)                    | Maria do Carmo (DEM)           | PEN / DEM / PSL / PP / PTdoB / PV / PTC / PSDB / PTB / SD / PPS / PHS / PMN / PR / PSC                                         | 1 PTB, 1 SD, 1 DEM                                       | ninguém |
| SE | Augusto Franco Neto (PSDB)              | Maria do Carmo (DEM)           | PEN / DEM / PSL / PP / PTdoB / PV / PTC / PSDB / PTB / SD / PPS / PHS / PMN / PR / PSC                                         | 1 PTB, 1 SD, 1 DEM                                       | ninguém |
| SP | Geraldo Alckmin (PSDB)                  | José Serra (PSDB)              | PEN / PSC / PSDB / DEM / PMN / PTdoB / PTC / PTN / SD / PPS / PRB / PSB / PSDC / PSL                                           | ninguém                                                  | Feliciano Filho (PEN), Paulo Corrêa Júnior (PEN)                                                                  |
| SP | Márcio França (PSB)                     | José Serra (PSDB)              | PEN / PSC / PSDB / DEM / PMN / PTdoB / PTC / PTN / SD / PPS / PRB / PSB / PSDC / PSL                                           | ninguém                                                  | Feliciano Filho (PEN), Paulo Corrêa Júnior (PEN)                                                                  |
| TO | Sandoval Cardoso (SD)                   | Ângelo Agnolin (PDT)           | PEN / PRB / PP / PDT / PTB / PSC / PSL / PR / PPS / DEM / PRTB / SD / PHS / PTC / PSB / PRP / PSDB                             | 1 PSB, 1 PRB, 1 PP, 1 DEM                                | 4 SD, 2 PTB, 2 PR, 1 DEM, 1 PPS, 1 PSDB, 1 PP                                                                     |
| TO | Eduardo Gomes (SD)                      | Ângelo Agnolin (PDT)           | PEN / PRB / PP / PDT / PTB / PSC / PSL / PR / PPS / DEM / PRTB / SD / PHS / PTC / PSB / PRP / PSDB                             | 1 PSB, 1 PRB, 1 PP, 1 DEM                                | 4 SD, 2 PTB, 2 PR, 1 DEM, 1 PPS, 1 PSDB, 1 PP                                                                     |

### Eleições presidenciais
| Ano  | Imagem                                                | Candidato(a) a Presidente | Candidato a Vice-Presidente | Coligação                                                               | Votos               | Posição |
| ---- | ----------------------------------------------------- | ------------------------- | --------------------------- | ----------------------------------------------------------------------- | ------------------- | ------- |
| 2014 | ligação=Ficheiro:Aécio Neves em 16 de julho de 2014-3 | Aécio Neves (PSDB)        | Aloysio Nunes (PSDB)        | Muda Brasil (PSDB, PMN, Solidariedade, DEM, PEN, PTN, PTB, PTC e PTdoB) | 51.036.040 (48,36%) | 2ª      |
| 2018 |                                                       | Cabo Daciolo (PATRI)      | Suelene Balduino (PATRI)    | Sem coligação                                                           | 1 348 323 (1,26%)   | 6ª      |